# Plaza de la Contratación
La plaza de la Contratación es un espacio público de la ciudad española de Sevilla.

## Descripción
La plaza tiene accesos por las calles San Gregorio, Miguel Mañara y Deán Miranda. Debe el título a la Casa de la Contratación de Indias, que tuvo sede en el lugar. Aparece descrita en la Noticia histórica del origen de los nombres de las calles de esta ciudad de Sevilla (1839) de Félix González de León con las siguientes palabras:

Plaza de la Contratacion. Es divisoria de los cuarteles A. y B. y pertenece á la parroquia del Sagrario. Se llama así porque en ella está la casa que fué tribunal de la Contratacion. [...] En el año de 1604 se prendió fuego en esta casa por lo que se destruyó la mayor parte, y entonces se reedificó como ahora está, ampliando su terreno y hermoseando su fachada; y permaneció en ella la juridicion, tribunal y recaudacion de caudales, hasta principios del siglo pasado que se trasladó á Cadiz, con gran pérdida y desmejora del comercio de Sevilla. Su fachada no tiene nada de particular, ni en la plaza hay nada que examinar; ésta dá paso de la calle del Arquillo del mismo nombre, á la de san Gregorio.
(González de León, 1839, pp. 38-39)